# Tosin Dosunmu
Tosin Dosunmu (Lagos, 15 luglio 1980) è un ex calciatore nigeriano, di ruolo attaccante.

## Carriera
È stato capocannoniere del campionato belga nella stagione 2005-2006 con la maglia del Beerschot.

## Palmarès
- Supercoppa d'Austria: 1

Austria Vienna: 2004
- Coppa d'Austria: 1

Austria Vienna: 2004-2005